# Валдіз (Північна Кароліна)
Валдіз (англ. Valdese) — місто (англ. town) в США, в окрузі Берк штату Північна Кароліна. Населення — 4689 осіб (2020).

## Географія
Валдіз розташований за координатами 35°45′20″ пн. ш. 81°34′22″ зх. д. / 35.75556° пн. ш. 81.57278° зх. д. (35.755545, -81.572674).  За даними Бюро перепису населення США в 2010 році місто мало площу 20,02 км², з яких 19,98 км² — суходіл та 0,03 км² — водойми.

## Демографія
Згідно з переписом 2010 року, у місті мешкало 4490 осіб у 1927 домогосподарствах у складі 1227 родин. Густота населення становила 224 особи/км².  Було 2159 помешкань (108/км²).
Расовий склад населення:
| - 92,7 % — білих - 3,1 % — азіатів - 1,3 % — чорних або афроамериканців - 0,2 % — вихідців з тихоокеанських островів - 0,1 % — корінних американців - 1,1 % — осіб інших рас |

До двох чи більше рас належало 1,5 %. Частка іспаномовних становила 2,6 % від усіх жителів.
За віковим діапазоном населення розподілялося таким чином: 22,0 % — особи молодші 18 років, 58,0 % — особи у віці 18—64 років, 20,0 % — особи у віці 65 років та старші. Медіана віку мешканця становила 43,5 року. На 100 осіб жіночої статі у місті припадало 80,8 чоловіків;  на 100 жінок у віці від 18 років та старших — 78,0 чоловіків також старших 18 років.
Середній дохід на одне домашнє господарство  становив 46 390 доларів США (медіана — 31 621), а середній дохід на одну сім'ю — 64 256 доларів (медіана — 63 638). Медіана доходів становила 41 492 долари для чоловіків та 36 013 долари для жінок. За межею бідності перебувало 23,7 % осіб, у тому числі 45,2 % дітей у віці до 18 років та 12,8 % осіб у віці 65 років та старших.
Цивільне працевлаштоване населення становило 1786 осіб. Основні галузі зайнятості: освіта, охорона здоров'я та соціальна допомога — 37,5 %, виробництво — 19,5 %, роздрібна торгівля — 12,5 %, мистецтво, розваги та відпочинок — 6,8 %.